# 보도 일그너
보도 일그너(독일어: Bodo Illgner ˈboːdoː ˈʔɪlɡnɐ[*], 1967년 4월 7일, 라인란트-팔츠 주 코블렌츠 ~)는 독일의 전 축구 선수로, 현역 시절 골키퍼로 활약하였다.
현역 시절, 일그너는 쾰른과 레알 마드리드에서 활약하였고, 서독 국가대표팀의 1990년 FIFA 월드컵 우승을 도왔으며, FIFA 월드컵 결승전에서 최초로 무실점을 기록한 수문장으로 이름을 남겼다.

## 클럽 경력
일그너는 라인란트-팔츠 주 코블렌츠 출신으로, 쾰른의 유소년부를 졸업하고 1986년 2월 22일에 19세가 되기도 전에 1-3으로 패한 바이에른 뮌헨과의 원정 경기에서 분데스리가 신고식을 치렀다. 1987-88 시즌을 기점으로, 그는 쾰른의 붙박이 주전을 꿰차 토니 슈마허의 뒤를 이어 쾰른과 독일 국가대표팀의 주전 수문장이 되었고, 1991년에는 유럽 최우수 골키퍼로 선정되었다.
1996년 8월 30일, 이미 쾰른 소속으로 새 시즌 경기를 치른 일그너는 레알 마드리드로 이적하여 40번의 라 리가 경기에 출전해 1년차에 수도 연고 구단이 리그 우승을 거둘 수 있도록 도왔다. 이듬해에는 주전 지위를 산티아고 카니사레스에게 내어주었으나, 유벤투스와의 UEFA 챔피언스리그 결승전에서 골문을 지켰고, 경기는 1-0으로 이겼다.
1999–2000 시즌에 일그너의 역할은 18세의 이케르 카시야스가 물려받았고, 이후 축구계에서 전격 은퇴했다. 그는 이후 스카이 도이칠란트의 영어 중계 방송사 비인 스포츠에서 해설가를 맡았고, 2013년 4월에는 마르카지로부터 "레알 마드리드 역사상 최고의 외국인 선수 11인"의 일원으로 선정되었다.

## 국가대표팀 경력
1987년 9월 23일, 일그너는 1-0으로 이긴 덴마크와의 안방 친선경기에서 서독 국가대표팀 첫 경기를 치렀고, UEFA 유로 1988에서는 이케 이멜 골키퍼의 후보를 맡았다. 1990년 FIFA 월드컵에서는 주전 수문장으로 발돋움하였고, 특출한 기량을 과시하며 노련한 클라우스 아우겐탈러, 안드레아스 브레메, 토마스 베어톨트, 기도 부흐발트, 그리고 위르겐 콜러와 수비진을 이루었다. 승부차기 끝에 승부가 결정난 잉글랜드와의 대회 준결승전에서 일그너는 스튜어트 피어스가 찬 공을 선방했고, 이어서 대망의 결승전에서는 아르헨티나를 맞이하여 무실점으로 막아내고 1-0 승리를 거두었다.
도합하여, 일그너는 자국을 대표로 하여 54번의 국가대표팀 경기에 출전했는데, 1994년 FIFA 월드컵에서 불가리아와의 8강전에서 충격적인 역전패를 당하고 불과 27세에 독수리 마크를 반납했다.

## 경력 통계

### 클럽
출처:
| 클럽          | 시즌      | 리그 | 리그 | 컵   | 컵 | 대륙 | 대륙 | 기타 | 기타 | 합계 | 합계 |
| 클럽          | 시즌      | 출장 | 골   | 출장 | 골 | 출장 | 골   | 출장 | 골   | 출장 | 골   |
| ------------- | --------- | ---- | ---- | ---- | -- | ---- | ---- | ---- | ---- | ---- | ---- |
| 쾰른          | 1985–86   | 2    | 0    | 0    | 0  | 0    | 0    | 0    | 0    | 2    | 0    |
| 쾰른          | 1986–87   | 16   | 0    | 0    | 0  | 0    | 0    | 0    | 0    | 16   | 0    |
| 쾰른          | 1987–88   | 34   | 0    | 2    | 0  | 0    | 0    | 0    | 0    | 36   | 0    |
| 쾰른          | 1988–89   | 33   | 0    | 2    | 0  | 6    | 0    | 0    | 0    | 41   | 0    |
| 쾰른          | 1989–90   | 34   | 0    | 3    | 0  | 10   | 0    | 0    | 0    | 47   | 0    |
| 쾰른          | 1990–91   | 34   | 0    | 7    | 0  | 6    | 0    | 0    | 0    | 47   | 0    |
| 쾰른          | 1991–92   | 37   | 0    | 2    | 0  | 0    | 0    | 0    | 0    | 39   | 0    |
| 쾰른          | 1992–93   | 31   | 0    | 2    | 0  | 2    | 0    | 0    | 0    | 35   | 0    |
| 쾰른          | 1993–94   | 33   | 0    | 2    | 0  | 0    | 0    | 0    | 0    | 35   | 0    |
| 쾰른          | 1994–95   | 34   | 0    | 5    | 0  | 0    | 0    | 0    | 0    | 39   | 0    |
| 쾰른          | 1995–96   | 34   | 0    | 1    | 0  | 1    | 0    | 0    | 0    | 36   | 0    |
| 쾰른          | 1996–97   | 4    | 0    | 1    | 0  | 0    | 0    | 0    | 0    | 5    | 0    |
| 쾰른          | 합계      | 326  | 0    | 27   | 0  | 25   | 0    | 0    | 0    | 378  | 0    |
| 레알 마드리드 | 1996–97   | 40   | 0    | 6    | 0  | 0    | 0    | 0    | 0    | 46   | 0    |
| 레알 마드리드 | 1997–98   | 12   | 0    | 2    | 0  | 5    | 0    | 0    | 0    | 19   | 0    |
| 레알 마드리드 | 1998–99   | 34   | 0    | 3    | 0  | 8    | 0    | 2    | 0    | 47   | 0    |
| 레알 마드리드 | 1999–00   | 5    | 0    | 1    | 0  | 1    | 0    | 0    | 0    | 7    | 0    |
| 레알 마드리드 | 2000–01   | 0    | 0    | 0    | 0  | 0    | 0    | 0    | 0    | 0    | 0    |
| 레알 마드리드 | 합계      | 91   | 0    | 12   | 0  | 14   | 0    | 2    | 0    | 119  | 0    |
| 경력 합계     | 경력 합계 | 417  | 0    | 39   | 0  | 39   | 0    | 2    | 0    | 497  | 0    |

## 수상

### 클럽
레알 마드리드
- 라 리가: 1996–97
- 수페르코파 데 에스파냐: 1997
- UEFA 챔피언스리그: 1997–98, 1999–2000
- 인터콘티넨털컵: 1998

### 국가대표팀
서독 U-16
- UEFA U-16 축구 선수권 대회: 1984

서독
- FIFA 월드컵: 1990

### 개인
- 독일 올해의 골키퍼: 1989, 1990, 1991, 1992
- 유럽 최우수 골키퍼: 1991
- 키커 분데스리가 올해의 팀: 1994–95[10]